# Sonhos de Menina-Moça
Sonhos de Menina-Moça é um filme brasileiro de 1987, do gênero drama, dirigido por Teresa Trautman.

## Sinopse
A viúva Iolanda, matriarca de uma grande e complicada família, é a anfitriã da última festa que leva o dia inteiro num casarão cheio de lembranças. A comemoração-despedida é marcada por um churrasco em volta da piscina, fofocas e debates sobre fidelidade entre velhas amigas.

## Elenco[2]
| Elenco Original     | Elenco Original              |
| Atriz/Ator          | Papel                        |
| ------------------- | ---------------------------- |
| Tônia Carrero       | Yolanda                      |
| Louise Cardoso      | Beatriz                      |
| Marieta Severo      | Suely                        |
| Gabriela Alves      | Eva                          |
| Norma Blum          | Clarisse                     |
| Íris Bruzzi         |                              |
| Monique Lafond      | Marta                        |
| Selma Egrei         | Angélica                     |
| Ângela Figueiredo   | Diana                        |
| Eduardo Lago        | Cláudio                      |
| Edwin Luisi         | Fábio                        |
| Flávia Monteiro     | Alice no País das Maravilhas |
| Zezé Motta          | Vicky                        |
| Ricardo Petraglia   | Lauro                        |
| Jofre Soares        | Napoleão                     |
| Hélio Souto         | Mateus                       |
| Dóris Giesse        | Luciana                      |
| Xuxa Lopes          | Débora                       |
| Lourdes Mayer       | Tia Ana                      |
| Herbert Richers Jr. | Augusto                      |
| Marcelo Serrado     | Ricardo                      |
| Aline Molinari      | Miriam                       |

## Prêmios e indicações
Festival de Gramado 1988 (Brasil)
- Indicado ao Kikito na categoria de Melhor Filme.

Troféu APCA 1990 (Brasil)
- Louise Cardoso recebeu o troféu na categoria de Melhor Atriz Coadjuvante.